# Isla Salisbury
La Isla Salisbury (en lengua inuit: Akulliq; en inglés: Salisbury Island) es una de las islas deshabitadas del archipiélago ártico canadiense, ubicada en la región Qikiqtaaluk, en el territorio de Nunavut. Se encuentra en la entrada oeste del estrecho de Hudson, justo al norte de la provincia de Quebec, y tiene una superficie de 804 km² (56.ª del país y 39.ª de Nunavut). Tiene una línea costera de 278 km, con una longitud de unos 50 km y una anchura de 19 km. Salisbury se encuentra al nordeste de la isla Nottingham y al sur de la península Foxe de la isla de Baffin.